# 마리아노 트리아스

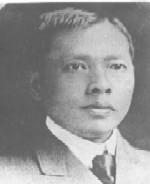

마리아노 트리아스 클로사스(Mariano Trías y Closas, 1868년 10월 12일- 1914년 2월 22일)는 필리핀의 독립운동가이자 정치인이다. 필리핀 임시 혁명정부의 제2대 부통령이자 필리핀의 초대 부통령이었다.
산 후안 대학과 산토 토마스 대학을 졸업한 후 아기날도, 안드레스 보니파시오의 카티푸난에 참여했다. 1898년 7월 15일부터 1899년 5월 7일까지 필리핀 혁명 정부의 재무부 장관, 899년 5월 7일부터 1901년 4월 1일까지 혁명 정부의 국방부 장관과 해군 최고사령관을 지냈다.

## 같이 보기
- 카티푸난
- 에밀리오 아기날도
- 그레고리아 데 헤수스
- 발도메로 아기날도
- 미구엘 말바르
- 안드레스 보니파시오

## 역대 선거 결과
| 선거명      | 직책명        | 대수 | 정당     | 득표율 | 득표수 | 결과 | 당락 |
| ----------- | ------------- | ---- | -------- | ------ | ------ | ---- | ---- |
| 1897년 선거 | 필리핀 대통령 | 1대  | 카티푸난 | 11.72% | 30표   | 3위  | 낙선 |